# Wynalazki i konstrukcje Leonarda da Vinci
Leonardo da Vinci zasłynął jako autor licznych projektów wynalazków i konstrukcji. Pierwsze pomysły powstały jeszcze przed jego przeprowadzką do Mediolanu w 1482 roku. Żaden z pomysłów Leonarda nie doczekał się realizacji, wszystkie zaprojektowane przez niego maszyny zachowały się wyłącznie na rysunkach.

## Pierwsze pomysły

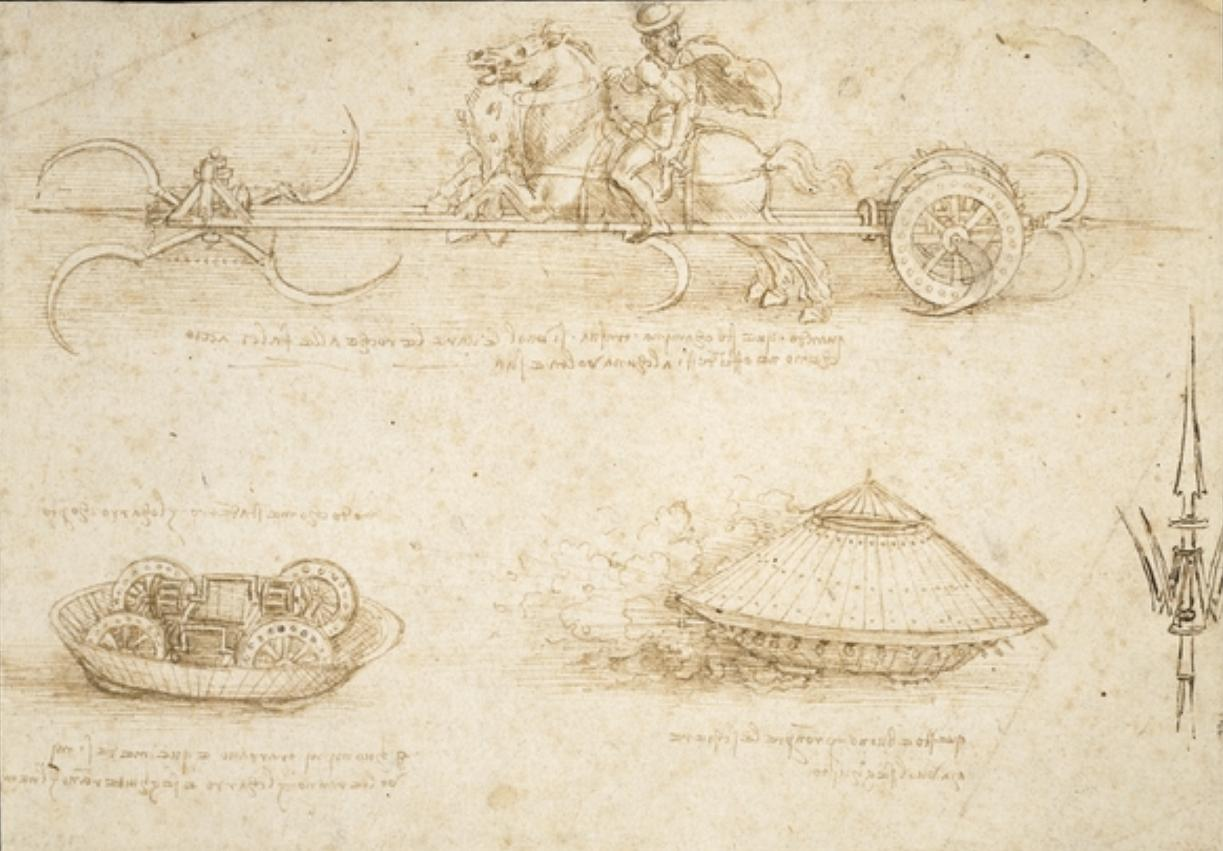
Wóz zbrojny oraz wóz z przymocowanymi do kół ostrzami w kształcie kos

Pierwsze szkice miały w 1482 roku zainteresować Ludwika Sforzę, który za ich sprawą miał zatrudnić Leonarda. Leonardo przedstawił władcy Mediolanu m.in. mechanizm służący do odpychania drabin oblężniczych od murów zamku, kuszę, której łoże mierzyło 25 m długości oraz (zaprojektowaną w latach  1478–1485) projekt działa przewoźnego. Leonardo został zatrudniony przez Sforzę, jednak w charakterze nadwornego artysty i twórcę spektakli. W czasie pobytu w Mediolanie Leonardo studiował drukowane książki poświęcone technice wojskowej. Rozwijał idee Roberta Valturii, Rogera Bacona i Mariana di Jacopo. Zaprojektowana około 1482–1485 roku maszyna przedstawiająca zwalisty wóz z przymocowanymi do kół ostrzami w kształcie kos stanowi rozwinięcie pomysłu Valturia. Projekt maszyny z ostrzami był wzorowany na traktacie o broni. Leonardo ostrzegał, że maszyna ta może stanowić zagrożenie dla obu walczących stron. W tym samym okresie Leonardo zaproponował organki wojenne, ostrogę obronną oraz granat gazowy. Część pomysłów opierał na pracy De re militari Roberta Valturia.
Projekt wozu zbrojnego (w źródłach określanego również jako czołg) powstał około 1484 lub ok. 1487–1488 roku. Wóz stanowił zestaw artyleryjski lub transporter opancerzony, mający wywoływać efekt zaskoczenia i strachu u wroga. Pojazd mógł pomieścić osiem osób.

## Wynalazki i konstrukcje a studia nad zjawiskiem ruchu

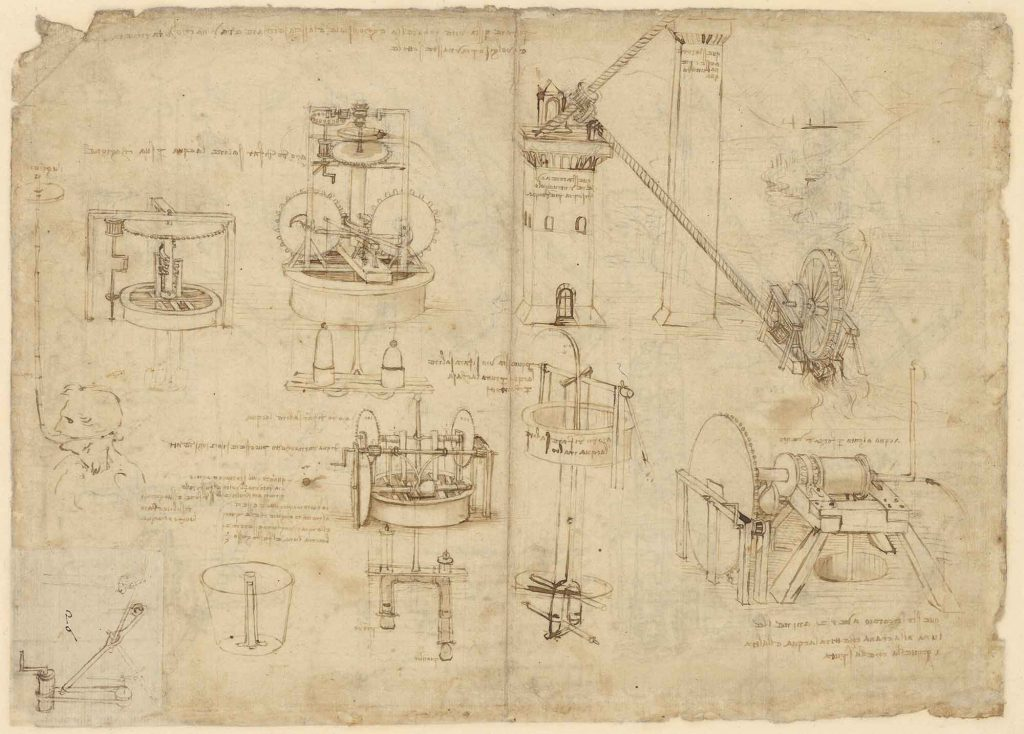
Maszyny hydrauliczne

Zainteresowania Leonarda wiążą się z fascynacji zjawiskiem ruchu. Podobnie jak inni inżynierowie renesansowe, Leonardo starał się opracować metodę na wyrównanie siły napędu zespołu elementów na każdym etapie napięcia sprężyny. Zalecał budowę różnych zakładów rzemieślniczych, w tym: warsztatów nożowniczych, tartaków wodnych, prochowni, przędzalni jedwabiu, szlifierni. Przedstawił maszynę do wyrobu igieł krawieckich. Jedna maszyna miałaby wyprodukować 100 igieł w godzinę. 
Zainteresowany ideą perpetuum mobile zaproponował (w latach 90. XV wieku) mechanizm, który sam sobie nadawałby pęd bez udziału siły z zewnątrz oraz mechanizm wodny, opierający się na wykorzystaniu śruby Archimedesa (u Leonarda: cocleae, muszle ślimaków). Wprawiona w ruch spirala miała pompować wodę do góry. Spływająca w dół woda wymuszałaby swoim ciężarem kontynuowanie ruchu obrotowego śruby. Leonardo przyznał jednak, że skonstruowanie perpetuum mobile jest niemożliwe. Projekt mechanizmu wodnego znajduje się w Kodeksie Trivulziów.
Badając zjawisko tarcia przeprowadził serię eksperymentów z przesuwaniem ciężkich przedmiotów po równi pochyłej. Zauważył związek między tarciem a ciężarem ciała oraz powierzchnią obiektu, po którym przesuwane jest dane ciało, a stopniem nachylenia pochylni. Zanotował, że siła tarcia jest niezależna od wielkości stykających się obiektów. Zależy ona wyłącznie od ich rodzaju. Wniosek Leonarda poprzedza odkrycia dokonane przez Guillaumego Amontonsa 200 lat później. W innym miejscu Leonardo zanotował, że tarcie można zmniejszyć za sprawą pokrycia powierzchni równi pochyłej środkiem naoliwiającym.

## Maszyny latające

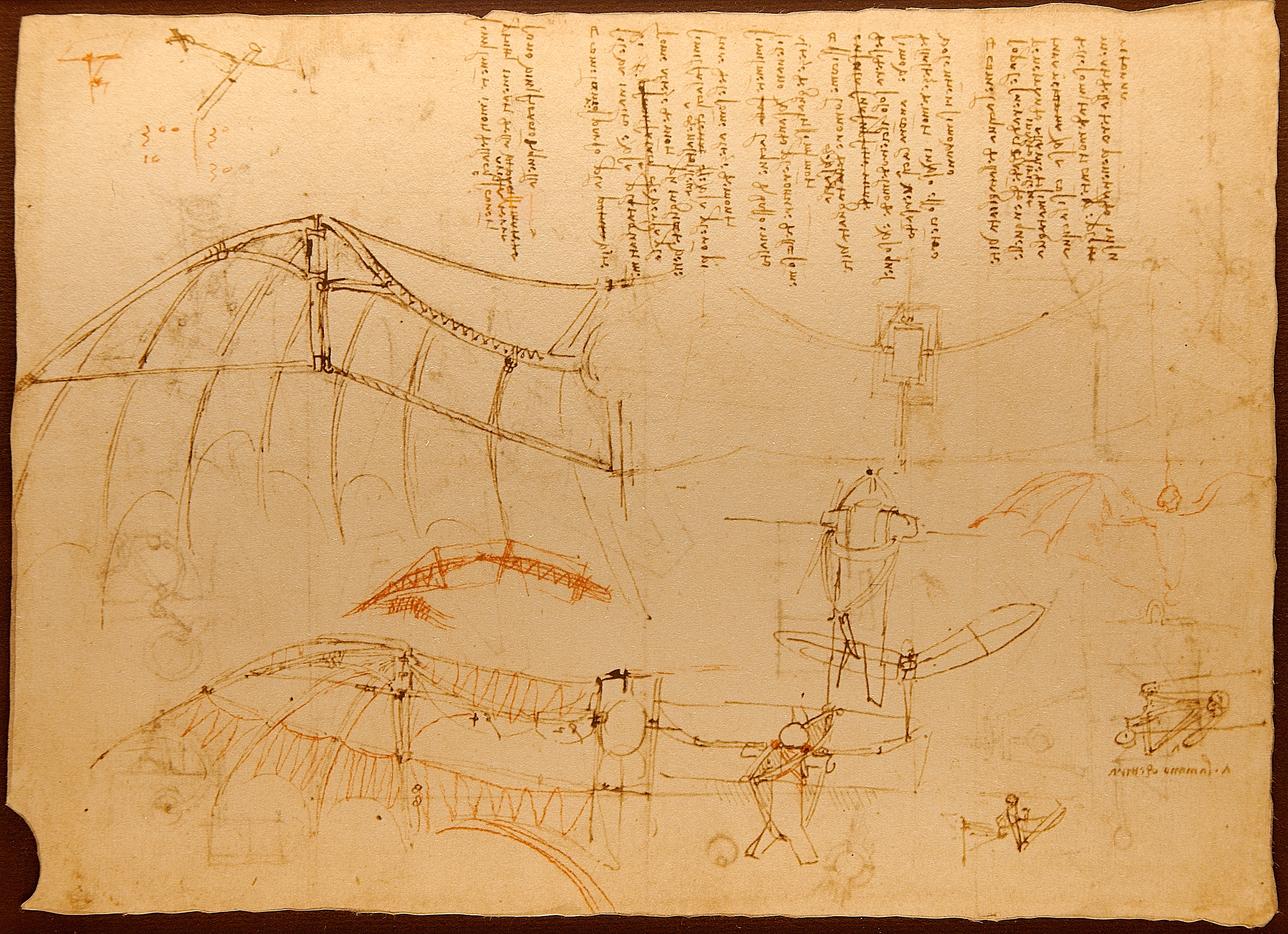
Skrzydła wzorowane na anatomii nietoperzy

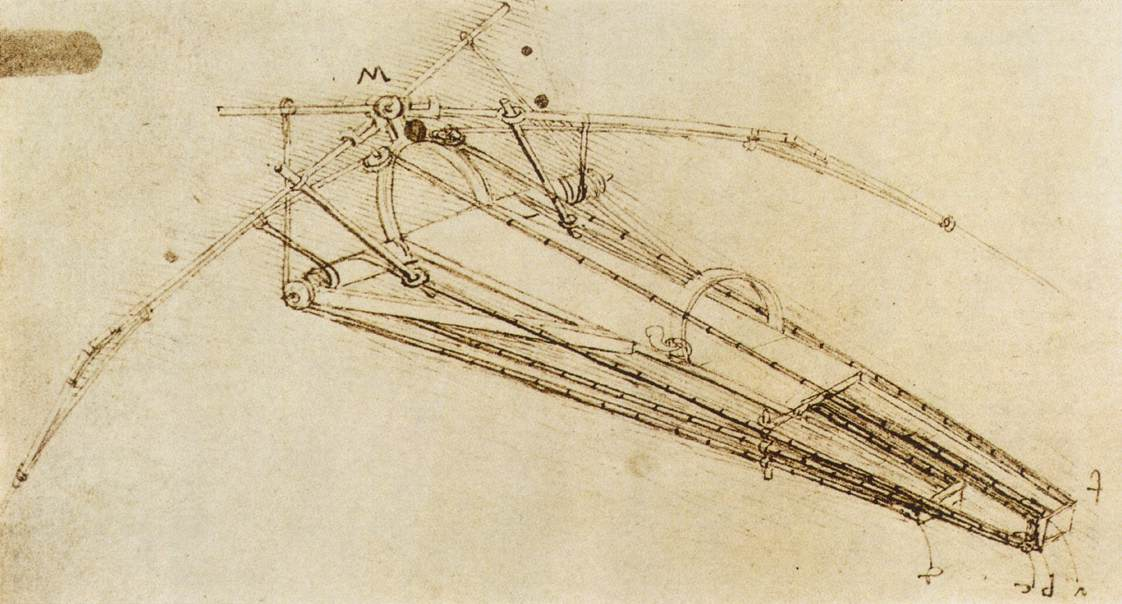
Ornitopter z ok. 1485

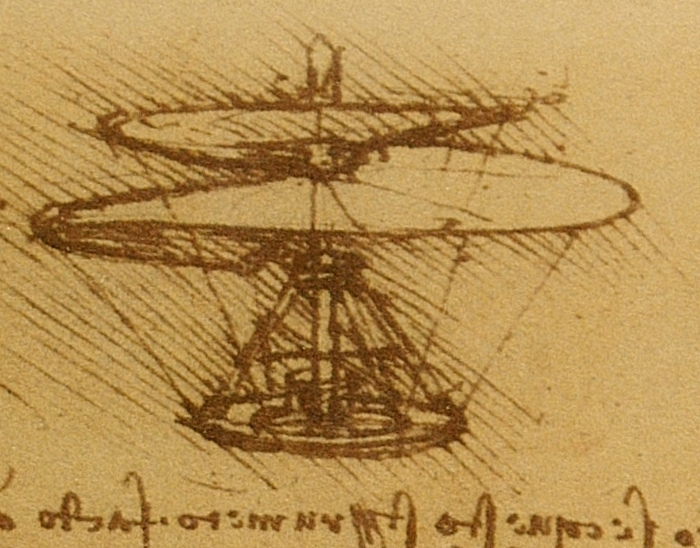
Turbina wiatrowa, prototyp śmigłowca

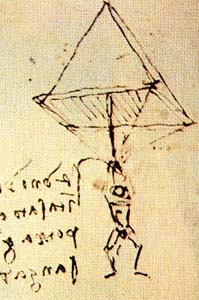
Spadochron

Leonardo zaprojektował wiele urządzeń latających. Pierwsze propozycje przedstawiały maszyny napędzane siłą mięśni pilota. Jego zainteresowanie mogło pojawić się za sprawą spektaklami teatralnych. Jako dziewiętnastolatek Leonardo widział spektakl teatralny Zwiastowanie, gdzie wykorzystano urządzenie projektu Brunelleschiego, umożliwiające wznoszenie się aktorowi w powietrze tak, jakby potrafił latać. Pierwszą maszyną mogącą imitować lot mogło być urządzenie używane podczas przedstawień scenicznych. Maszyny nie mogły działać, gdyż ich działanie było sprzeczne z zasadami aerodynamiki.
Ok. 1485 roku Leonardo zaprojektował ornitopter. Szkic znajdujący się w Manuskrypcie paryskim B jest pierwszym szczegółowym projektem maszyny latającej.
Dalsze projekty Leonarda wiążą się ze studiami lotu ptaków, prowadzącymi od ok. 1490 roku. Leonardo zastanawiał się, czy człowiek za pomocą swoich mięśni i technika zdoła unieść się w powietrze. Podczas studiów odrzucił pogląd Arystotelesa, że powietrze podtrzymuje ptaki tak, jak woda podtrzymuje statki. Według Leonardo ptak waży więcej od powietrza, ale uderzenie skrzydłami sprawia, że ciśnienie powietrza pod skrzydłem rośnie i jest wyższe od ciśnienia rzadszego powietrza znajdującego się nad skrzydłem, przez co ciało ptaka działa na powietrze z taką samą siłą, z jaką powietrze oddziałuje na ciało. W 1482 roku Leonardo przedstawił skrzydła, wzorowane na anatomii nietoperzy. Skrzydła miały poruszać się za pomocą specjalnej korby. W kolejnych latach Leonardo zaprojektował inny mechanizm skrzydeł (tzw. mechaniczną ważkę) oraz turbinę wiatrową, stanowiącej prototyp śmigłowca.
Leonardo chciał przetestować maszynę latającą nad wodą lub na dachu zamku w Mediolanie. Aby zabezpieczyć operatora maszyny, Leonardo zaprojektował również kamizelkę ratunkową. Według jednej z legend Leonardo przeprowadził test 3 stycznia 1496 roku. Operatorem maszyny miał być rzemieślnik i asystent Leonarda Tommaso di Giovanni Masini, który podczas lądowania miał złamać sobie nogę i kilka żeber.
Niepowodzenia sprawiły, że Leonardo zarzucił skonstruowanie maszyny latającej. W dalszych latach skupił się na stworzeniu lotni. Badania nad lotem zebrano w zbiór notatek, które są znane dzisiaj jako traktat O locie ptaków.
W 1485 roku Leonardo zaprojektował spadochron. Urządzenie miało być zbudowane z kawałka płótna o długości i szerokości 12 braccia (7,34 m). Według przekazu spadochron został zbudowany, a jego przetestowania podjął się Wenecjanin Veranzio.

## Pozostałe projekty
Wśród pomysłów znajdują się również konstrukcje, mające na celu poprawę wydajności pracy robotników. Przedstawił m.in: młot opadowy (ok. 1478–1480), maszynę do nacinania pilników (ok. 1480), szlifierkę zwierciadeł wklęsłych (ok. 1480), żuraw do kopania kanałów (1503–1504), udoskonaloną maszynę drukarską.
Leonardo starał się również rozwinąć technikę pod kątem jego zainteresowań artystycznych. Zaprojektował kombinację skrzypiec i klawesynu, znaną jako viola organista. Przypisuje mu się również stworzenie bądź udoskonalenie camera obscura.
Na przełomie XV i XVI Leonardo miał stworzyć mechanicznego lwa.

## Wpływ Leonarda da Vinci na rozwój techniki
Opracowany pod koniec XV wieku projekt zamka kołowego zrealizował ok. 1499 roku niemiecki technik i ślusarz Giulio Tedesco. Metody stosowania łożysk kulkowych i tocznych odtworzono i wprowadzono do powszechnego użycia w XIX wieku.
W 2000 roku Brytyjczyk Adrian Nicholas zbudował spadochron według projektu Leonarda z 1485 roku. Skoczył on z wysokości 3 tys. m w Parku Narodowym Krugera w Południowej Afryce, na wysokości 600 m użył spadochronu zapasowego, odcinając leonardiański. Spadochron Nicholasa wykonano z bawełnianego płótna, zamiast lnianego, proponowanego przez Leonarda. W 2008 roku Szwajcar Olivier Vietti-Teppa przeprowadził drugi test spadochronu Leonarda. Skoczył on z wysokości 650 m, nie mając ze sobą zapasowego spadochronu. Szwajcar bezpiecznie wylądował na ziemi. W 2002 roku zbudowano kuszę według pomysłu Leonarda. Skonstruowana maszyna nie działa zgodnie z zamysłem twórcy.
Istnieją dwie hipotezy dla których zrekonstruowane projekty maszyn wojennych okazały się wadliwe. Według pierwszej hipotezy Leonardo celowo wprowadzał błędy, by móc chronić wynalazki przed ich skopiowaniem. Według drugiego Leonardo jako pacyfista celowo wprowadzał błędy, aby przywódcy wojskowi, dla których pracował, nie mogli stosować maszyn podczas bitew.